# Anemone orthocarpa
Anemone orthocarpa är en ranunkelväxtart som beskrevs av Hand.-mazz.. Anemone orthocarpa ingår i släktet sippor, och familjen ranunkelväxter. Inga underarter finns listade i Catalogue of Life.